# 高緒
高緒（514年—545年） 字叔宗，是北魏和东魏官員。 他是沮渠牧犍的後代，高崇之孙，高謙之之子。
高緒喜歡讀經典，喜好文章詩賦。後來出任司空行參軍，調任長流參軍。朝廷授予他鎮遠將軍、冀州儀同府中兵參軍。高緒被封隆之賞識。封隆之調任梁州、濟州刺史時，一直讓高緒跟隨自己，經常讓他總管數郡的政務。